# قسم زاينده رود الشمالي الريفي (مقاطعة فريدن)
قسم زاينده‌رود الشمالي الريفي (بالفارسية: دهستان زاینده‌رود شمالی) هي منطقة سكنية تقع في البلدة المركزية في إيران. يقدر عدد سكانها بـ 4,705 نسمة .